# Kipcorn

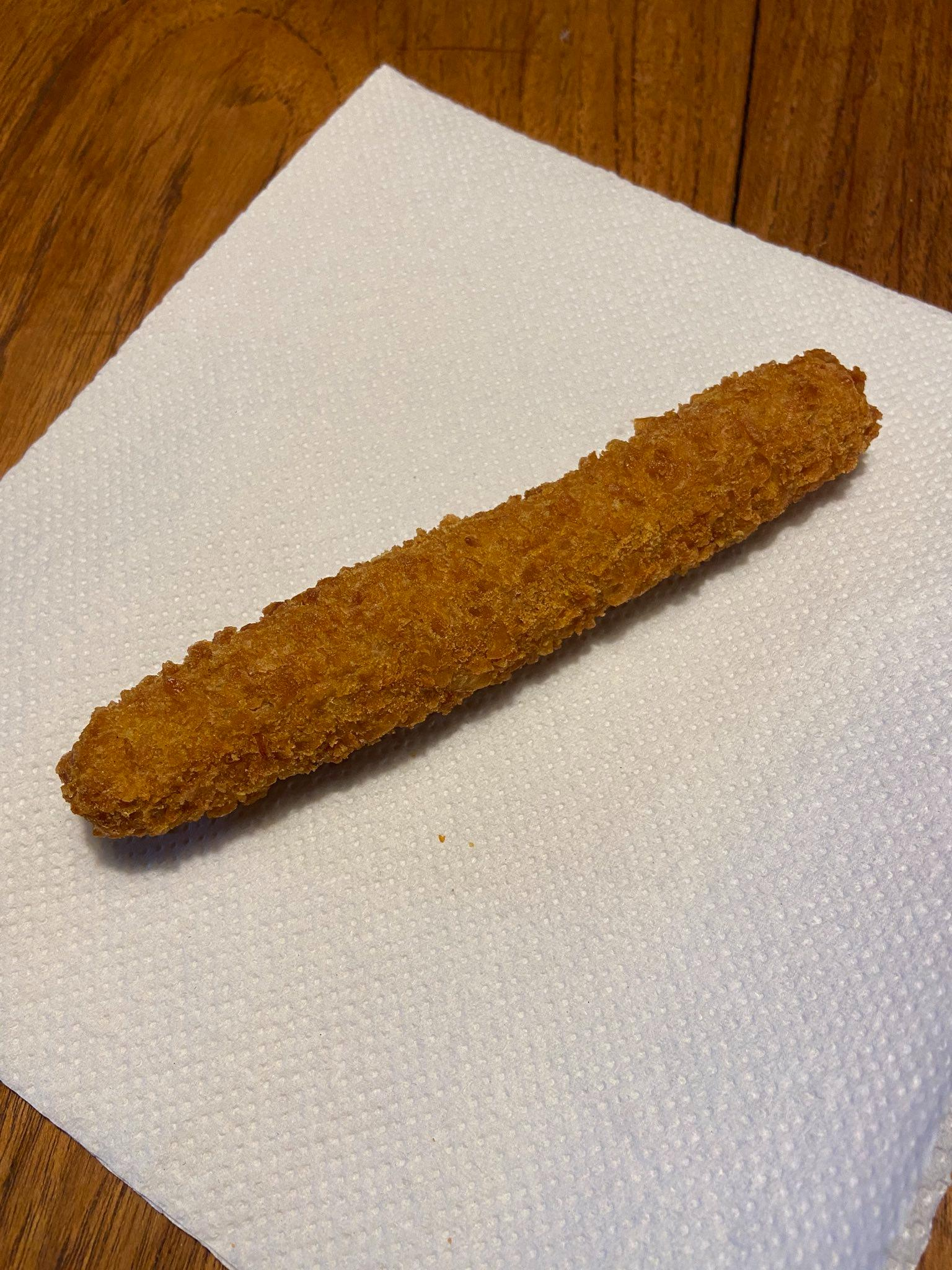
Kipcorn (gefrituurde snack)

Een kipcorn is een staafvormige snack die gefrituurd wordt en warm wordt genuttigd. De kipcorn bestaat uit een krokante korst van maïspaneermeel met een zachte, ietwat smeuïge, vulling van kip en/of kalkoen. De naam in het Belgisch-Frans is 'poulycroc'.
De kipcorn is in de meeste frituren en cafetaria's verkrijgbaar. Er bestaat ook een extra lange versie, de Kipcorn XL. Net als de gehaktstaaf kan de kipcorn gegeten worden met mayonaise, curry, ketchup of pindasaus.